# 恩里克·马纳洛
恩里克·马纳洛（Enrique Austria Manalo，1952年—）是菲律宾外交官，2022年7月1日宣誓就任菲律宾外交部长，马纳洛曾任菲律宾外交部副部长及菲律宾常驻联合国代表。